# Xã Watson, Quận Warren, Pennsylvania
Xã Watson (tiếng Anh: Watson Township) là một xã thuộc quận Warren, tiểu bang Pennsylvania, Hoa Kỳ. Năm 2010, dân số của xã này là 274 người.